# Petit-Sart
Petit-Sart est un village de la commune de Lierneux au sud de la province de Liège en Région wallonne (Belgique).
Avant la fusion des communes, le village faisait déjà partie de la commune de Lierneux.

## Situation
Cette petite localité ardennaise est située sur la rive gauche du ruisseau de Golnay, affluent de la Salm et à proximité de la route nationale 89 La Roche-en-Ardenne - Baraque de Fraiture - Salmchâteau qui, à cet endroit, marque la limite entre les provinces de Liège et de Luxembourg. Petit-Sart se trouve à 5,5 kilomètres au sud-est de Lierneux et à 7,5 kilomètres au sud-ouest de Vielsalm. Il se situe entre le village de Grand-Sart implanté au nord sur la rive opposée d'un petit affluent du Golnay et Joubiéval (commune de Vielsalm) se trouvant plus au sud.

## Description et activités
Appelé autrefois Sart-Sainte-Walburge, le village possède une église dédiée à cette sainte. Son portail en arc en plein cintre est surmonté d'une rosace à quatre lobes.
Une école communale est implantée dans le village.
On trouve aussi un camping s'étendant autour de l'ancien moulin de Sart (moulin Koos) ainsi que les terrains de football de la RUS Sartoise. 
Petit-Sart compte aussi plusieurs gîtes ruraux.